# Strøget

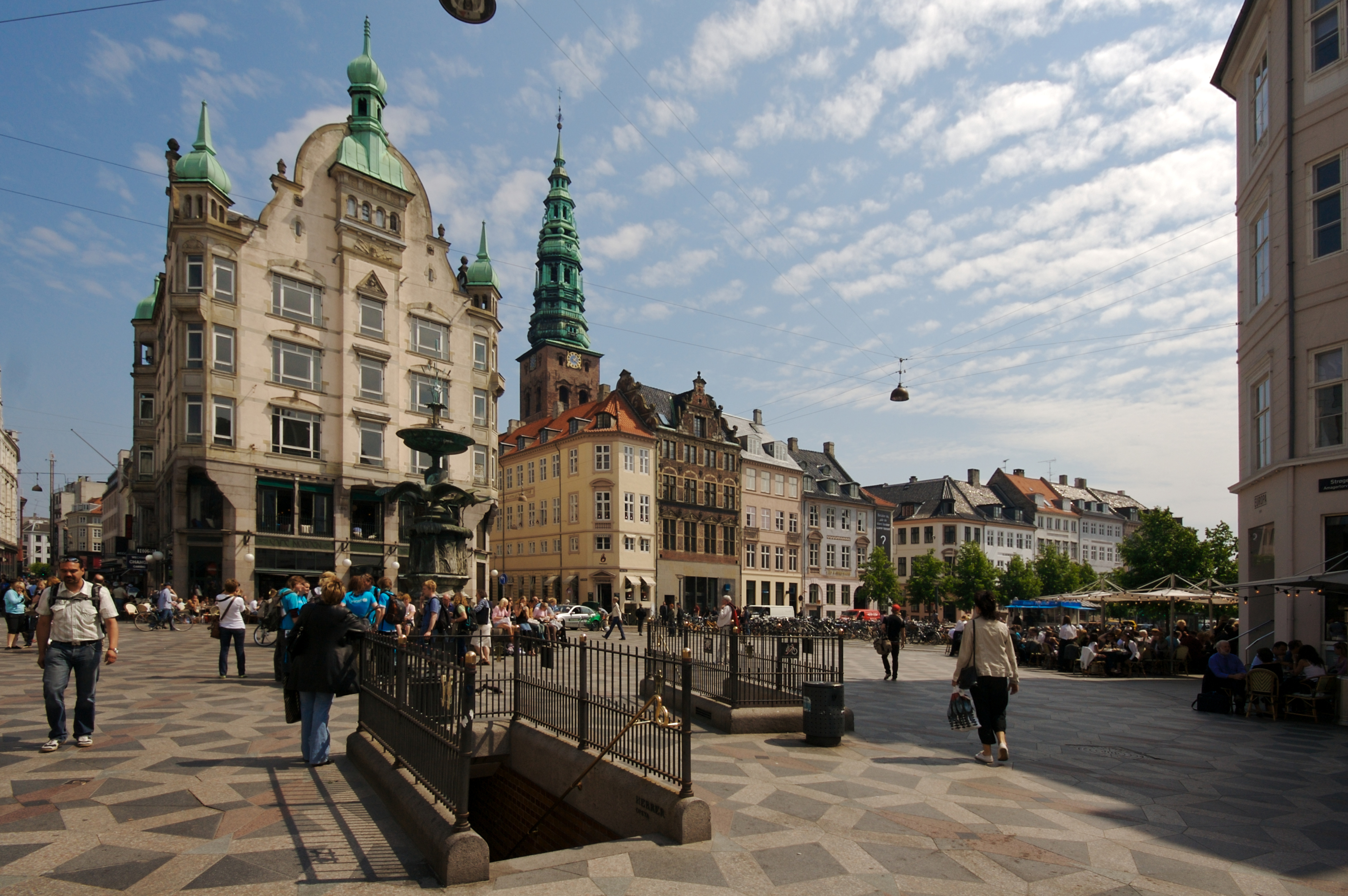
Vista de Strøget em 2005.

Strøget é considerado o verdadeiro centro de Copenhague, e é relatado por vários guias de turismo, como o complexo pedonal mais longo do mundo, com 1100 m.
A área é geralmente muito lotada durante o dia, principalmente por turistas, enquanto à noite é fácil encontrar inúmeros bares, pubs, discotecas na rua e nas suas paralelas nas proximidades.
É uma popular atração turística de Copenhaga. A conversão de Strøget em local sem veículos automóveis foi feita em 1962 e marcou uma grande mudança na vida urbana da cidade, com grande influência no urbanismo europeu e mundial.